# Roland Wolf
Roland Wolf (* 1978 in Trier) ist ein deutscher Schauspieler und Synchronsprecher.

## Leben
Wolf wuchs in Trier-Heiligkreuz auf, besuchte das Wirtschaftsgymnasium Trier, und machte seinen Zivildienst im bischöflichen Generalvikariat in der Abteilung für Sehbehinderte und Blinde. In den Jahren 2000 bis 2004 absolvierte Roland Wolf die Ausbildung zum Schauspieler an der Universität für Musik und Kunst in Graz, die er mit Diplom abschloss. Erste Engagements führten ihn an das Schauspielhaus Graz, das Theater der Jugend in Wien sowie die Landesbühne Wilhelmshaven und das Stadttheater Bremerhaven. Von 2007 bis 2018 war er festes Ensemblemitglied am GRIPS Theater Berlin. Dort spielte er u. a. im Musical Linie 1 neben der Rolle des Jungen in Hut und Mantel auch eine der Wilmersdorfer Witwen. Seine Rollen führten Wolf auf diverse Festivals, Wettbewerbe und Gastspiele bis nach Indien, Brasilien oder Venezuela. Das Stück Über Jungs von David Gieselmann in der Regie von Mina Salehpour mit Roland Wolf gewann 2013 den deutschen Theaterpreis „Der Faust“ für die beste Inszenierung im Bereich Kinder- und Jugendtheater. 2014 gewann das Zweipersonenstück Die Prinzessin und der Pjär mit Roland Wolf den Mülheimer KinderStückePreis.
Im Jahr 2012 inszenierte Sönke Wortmann die von Lutz Hübner geschriebene Komödie Frau Müller muss weg am GRIPS Theater und besetzte Roland Wolf in der Rolle des Patrick Jeskow. Seitdem wurde er häufig bei Film und Fernsehen beschäftigt.
Von 2018 bis 2023 gehörte Roland Wolf zum Ermittlerteam des Tatort Göttingen und spielt dort Kriminalhauptkommissar Jochen Kunkel neben Maria Furtwängler und Florence Kasumba. 2020 wurde Roland Wolf Teil des Hauptcasts der dritten und letzten Staffel der RTL-Serie Sankt Maik, in der er den Antagonisten Kaplan Emanuel spielte. Seit 2023 spielt er den Dorfpolizisten Kalle Lefers in der  ZDF Sonntagabend Reihe Neuer Wind im Alten Land an der Seite von Felicitas Woll.
Roland Wolf lebt in Berlin.

## Auszeichnungen
- 2013: Top 10 Berlins aufregendste junge Schauspieler – Platz 5, Zitty Magazin.[3]

## Filmografie

### Schauspieler
- 2015: Schoßgebete
- 2015: Eine wie diese
- 2016: SOKO Wismar
- 2016: Conni und Co. (Regie: Franziska Buch)
- 2016: Einfach Rosa – Die Hochzeitsplanerin
- 2017: Babylon Berlin
- 2017: Am Ruder (Regie: Stephan Wagner)
- 2017: Familie ist kein Wunschkonzert (Regie: Sebastian Hilger)
- 2016: Wolfsland – Tief im Wald
- 2017: Charité (Regie: Sönke Wortmann)
- 2017: Der Sohn
- 2017: Polizeiruf 110: In Flammen
- 2018: Beck is back! (Plötzlich Anwalt)
- 2018: Ihr seid natürlich eingeladen
- 2018: Tatort: Tiere der Großstadt
- seit 2017: Dark (Fernsehserie)
- 2018: Der süße Brei
- 2018: Familie Dr. Kleist (Fernsehserie, Folge: Blutsbande)
- 2019: Kommissar Dupin – Bretonische Geheimnisse
- 2019: Wendezeit (Regie: Sven Bohse)
- 2019: Tatort – Das verschwundene Kind
- 2019: Mein Freund, das Ekel
- 2019: Die Neue Zeit
- 2019: Pastewka
- 2020: Die verlorene Tochter
- 2020: Tatort: Krieg im Kopf
- 2020: Tatort: National feminin
- 2020: Sankt Maik
- 2020: Blackout
- 2020: Theresa Wolff
- 2021: Nix Festes
- 2021: Legal Affairs
- 2021: SOKO Stuttgart
- 2021: Was ich eigentlich sagen wollte (Regie: Michael Starkl)
- 2021: Völlig meschugge?!
- 2021: Der Palast
- 2022: Die Bergretter Staffel 14
- 2022: Sonne und Beton
- 2022: Rentnercops Staffel 7
- 2022: Tatort: Geisterfahrt
- 2023: Der Alte (Fernsehserie, 2 Folgen)
- 2023: SOKO Köln
- 2024: Neuer Wind im Alten Land: Beke wirbelt auf
- 2024: Neuer Wind im Alten Land: Gestrandet
- 2024: Sterben für Beginner (Fernsehfilm)
- 2024: Mordsschwestern – Verbrechen ist Familiensache (Fernsehserie, 1 Folge)
- 2025: Die Drei von der Müllabfuhr – Schutzgeld
- 2025: Neuer Wind im Alten Land: Erntezeit
- 2025: Polizeiruf 110: Widerfahrnis
- 2025: Neuer Wind im Alten Land: Stolz und Vorurteil

### Synchronsprecher
- 2011: Monster High – Monsterkrass verliebt! als Gillington „Gil“ Webber
- 2013: Monster High – Scaris: Monsterstadt der Mode als Gillington „Gil“ Webber
- 2014: Monster High – Licht aus, Grusel an! als Gillington „Gil“ Webber
- 2015: Monster High – Das große Schreckensriff als Gillington „Gil“ Webber

#### Filme
- 2006: War Fighter 2 als Kajumov
- 2007: Für Ephraim Ellis in The Gathering – Tödliche Zusammenkunft als Miles Woollacott
- 2008: Für Euriamis Losada in Che – Teil 1: Revolución als Carlos
- 2009: Für Shawn Ahmed in Saw VI als Allen
- 2010: Für Thomas Russell in West Is West als Hughsy
- 2011: Für Joaquín Berthold in Der deutsche Freund als Polaco
- 2012: Für Ionut Ghinea in Beyond the Hills als Ionut
- 2013: Für Renaud Cestre in Maman und ich als Bruder
- 2013: Für Nate Corddry in Taffe Mädels als Michael Mullins
- 2014: Für Jake Abel in Love & Mercy als Mike Love
- 2015: Für Matt Gordon in Raum als Doug
- 2016: Für Christopher James Baker in Das Duell als Monte

#### Serien
- 2009: Für Robert Sudduth in Desperate Housewives als Eric
- 2009: Für Kōji Yusa in Ikki Tousen: Great Guardians als Shishi Ouin
- 2010: Für P.J. Byrne in The West Wing – Im Zentrum der Macht als David Orbitz
- 2011: Für Mark Saul in Desperate Housewives als Kevin
- 2013: Für Kōji Yusa in Ikkitousen: Xtreme Xecutor als Shishi Ouin
- 2014: Für Andrew Alexander in Downton Abbey als Sir John Bullock
- 2015–2017: Für Joe Adler in Grey’s Anatomy als Isaac
- 2016: Für Jordan Mooney in Ash vs Evil Dead als Lance

## Theater
Grips Theater, Berlin
- 2016 Eins auf die Fresse
- 2015 Don Quixote
- 2015 Supergute Tage oder die sonderbare Welt des Christopher Boone
- 2014 Der Gast ist Gott
- 2013 Die Prinzessin und der Pjär (Mülheimer Dramatikerpreis)
- 2013 Kebab Connection
- 2012 Frau Müller muss weg! (Publikumspreis Hamburg und Bensheim)
- 2012 Über Jungs (FAUST Theaterpreis und Gewinner des Heidelberger Stückemarkts)
- 2012 Leon und Leonie
- 2011 Pünktchen trifft Anton
- 2011 Held Baltus
- 2011 Julius und die Geister
- 2010 Ohne Moos nix los
- 2009 Linie 2 – der Albtraum
- 2009 Max und Milli
- 2009 Rosinen im Kopf
- 2008 Rosa
- 2008 Ola meine Schwester
- 2008 Winner and Loser
- 2008 Ab heute heißt du Sara
- 2007 Schwarzweißlila
- 2007 Schöne neue Welt
- 2007 Linie 1

Stadttheater Bremerhaven
- 2007 Krach in Chiozza
- 2006 Die kleine Meerjungfrau
- 2006 Professor Unrat

Landesbühne Wilhelmshaven
- 2006 Alle Kühe fliegen hoch
- 2006 La Cage aux Folles
- 2006 Was ihr wollt
- 2005 Titus Andronicus
- 2005 Sturm und Drang
- 2005 Kabale und Liebe
- 2005 Che oder der Stern an der Boina
- 2005 Frankenstein
- 2005 Die Ratten
- 2004 Der Graf von Monte Christo

Theater der Jugend Wien
- 2004 Ilias

Schauspielhaus Graz
- 2003 Frühlings Erwachen
- 2002 Umsonst